# Діанна Лорен
Діанна Лорен (англ. Dyanna Lauren), нар. 18 березня 1965, Лос-Анджелес, Каліфорнія, США) — американська порноакторка, порнорежисерка і еротична фотомодель.

## Біографія
Її першим порнофільмом став фільм 1992 року Justine: Nothing to Hide 2. У 1994 році уклала контракт із порностудією Vivid, паралельно знімаючись для багатьох інших. В липні 1995 року стала «Кішечкою місяця» порножурналу Penthouse У 1997 році зайнялася режисурою і зняла перший порнофільм Broken Promises.
12 січня 2008 отримала AVN Hall of Fame.
За даними на 2011 рік знялась у 218 порнофільмах та зрежисувала 58 порнострічок.

## Нагороди
- 1998 AVN Award — Best Actress, Film — Bad Wives[7]
- 1998 XRCO Award — Best Actress, Film — Bad WivesX[8]
- 1998 AVN Award — Best Anal Sex Scene, Film — Bad Wives (with Steven St. Croix)[7]
- 2010 XBIZ Award — Performer Comeback of the Year[9]